# Fissure pétro-squameuse
La fissure pétro-squameuse (ou scissure pétro-squameuse) est une suture crânienne entre la partie pétreuse médialement et l'écaille de l'os temporal latéralement.
Un segment supérieur ou interne est visible sur la face endocrânienne de l'os temporal à l'union de l'écaille et de la partie pétreuse. Un segment postérieur ou externe est visible sur la face exocrânienne de l'os temporal à l'union de l'écaille et de la portion mastoïdienne.

## Embryologie
La partie de l'écaille provient du mésenchyme à 8 semaines d'embryogenèse et la partie pétreuse se développe plus tard à partir d'un centre cartilagineux à 6 mois de développement fœtal.

## Aspect clinique
Chez certaines personnes, elle peut contenir une veine émissaire, appelée sinus pétro-squameux. Identifier cette variante anatomique avec une tomodensitométrie préopératoire peut être important pour prévenir les hémorragies dans certains types de chirurgies otorhinolaryngologique.
Certains auteurs ont émis l'hypothèse qu'un sinus veineux persistant était le résultat d'un arrêt du développement embryologique.